# IOS 7
Pour un article plus général, voir iOS.
iOS 7 est la septième version majeure du système d'exploitation mobile iOS développé par Apple et succède à iOS 6. Elle est annoncée lors de la WWDC 2013 le 10 juin 2013 et est publiée le 18 septembre. La version est remplacée par iOS 8 le 17 septembre 2014. 
Le système d'exploitation présente une interface utilisateur entièrement redéfinie, une conception attribuée à une équipe dirigée par Jonathan Ive. Cette nouvelle conception comprend de nouvelles icônes avec des animations, une fonction de déverrouillage plus simple, le centre de notification est mis à jour comprenant trois onglets différents, les notifications sont visibles depuis l'écran de verrouillage, Siri, l’assistant vocal est repensé et un centre de contrôle est mis en avant pour accéder plus facilement aux fonctions couramment utilisées. Ive décrit cette conception comme « la beauté profonde et durable de la simplicité ». Cette mise à jour inclut AirDrop et CarPlay. 
L'accueil réservé au système d'exploitation est mitigé ; la nouvelle conception est critiquée, qui met plus en avant l'esthétique que de réelles améliorations de la productivité, et citant des exemples tels que les animations qui se figent, le manque de cohérence des icônes sont des aspects négatifs de l'interface.

## Fonctionnalités

### Conception
iOS 7 introduit une réorganisation visuelle complète de l'interface utilisateur. Avec « des icônes plus nettes et plates, des polices de caractères plus fines, une nouvelle fonction de déverrouillage par glissement de gauche à droite et un centre de contrôle qui se glisse depuis le bas vers le haut de l'écran », le système d'exploitation modifie de manière significative les applications préinstallées d'Apple. Jonathan Ive, responsable du design chez Apple, déclare : « Il existe une beauté profonde et durable dans la simplicité, la clarté et l'efficacité. La véritable simplicité ne se résume pas à l'absence de désordre et d'ornements, mais consiste à mettre de l'ordre dans la complexité. [...] iOS 7 est une représentation claire de ces objectifs. Il présente une toute nouvelle structure, cohérente et appliquée à l'ensemble du système ». La couleur de fond du Bootsplash correspond à la couleur de la façade de l'appareil (blanc ou noir), avec le logo de la marque de couleur opposée.

### AirDrop
Le système d'exploitation introduit AirDrop, une technologie de partage sans fil, qui permet aux utilisateurs d'envoyer des fichiers de leur appareil local vers d'autres appareils iOS proches.

### Centre de contrôle
Le Centre de contrôle est mis en place dans le nouveau système d'exploitation, un menu auquel les utilisateurs peuvent accéder en faisant glisser le curseur du bas de l'écran vers le haut, permettant d'accéder à des paramètres fréquemment utilisés tels que le mode avion, le Wi-Fi, le Bluetooth, le mode Ne pas déranger et le verrouillage de rotation. La luminosité et le son émis par les écouteurs peuvent être réglé par des curseurs. Une lampe est également disponible et l'icône d'appareil photo. Les icônes présentes peuvent être ajoutées ou supprimées du centre de contrôle.

### Centre de notifications
Le centre de notification est revu avec des changements à la fois visuels et fonctionnels. Il comporte trois onglets : « Aujourd'hui » « Tout » et « Manqué ». Les notifications sont désormais visibles sur l'écran de verrouillage du téléphone et sont synchronisées entre les appareils, de sorte que les utilisateurs n'aient pas besoin de supprimer la même notification plusieurs fois sur différents appareils.

## Applications
iOS 7 est la première version à doté de l'application Wallet qui permet notamment de stocker des cartes, des tickets de métro ou d'avion et plus tard de payer avec Apple pay

## Mises à jour
Mon iOS n’est pas à jour ,comment faire pour mettre à jour 

## Appareils compatibles
- iPhone
  - iPhone 4
  - iPhone 4S
  - iPhone 5
  - iPhone 5s
  - iPhone 5c
- iPod
  - iPod Touch 5
- iPad
  - IPad 2
  - IPad (3e génération)
  - IPad (4e génération)
  - IPad mini (1re génération)
  - IPad mini 2
  - iPad Air

## Canulars
Lors de la sortie de l'iOS, de fausses publicités affirment que la mise à jour rend les appareils étanches et qu'AirDrop est un mécanisme permettant de protéger l'écran contre les chutes,.